# Feelin’ So Good
«Feelin' So Good» — песня, записанная американской актрисой и певицей Дженнифер Лопес для дебютного студийного альбома On the 6 (1999). Авторы слов к песне — Кори Руни и сама Лопес, композиторы — Стивен Стэндерд, Джордж Логиус и Шоно «Паффи» Комбс, который также спродюсировал песню. Трек был выпущен 25 января 2000 года как четвёртый сингл с On the 6.

## Композиция
«Feelin' So Good» представляет собой хип-хоп-песню в среднем темпе длительностью пять минут и двадцать семь секунд (5:27). Она была написана самой Лопес, а также Кори Руни, Кристофером Риосом, Джо Картахеной, Шоном Комбсом, Стивеном Стэндердом и Джорджем Логиусом. Комбс также выступил продюсером трека. Песня была записана при участии рэперов Big Pun и Fat Joe, которые часто сотрудничали друг с другом. Вокал Лопес для песни записали в Нью-Йорке, на студиях House Recording Studios и Sony Music Studios. Позже она была смонтирована Джимом Джаником и смикширована Александром Принцем Чарльзом. В песне рассказывается о том, как Лопес пребывает в хорошем настроении, и ничего не сможет испортить его. В песне поётся следующее: «Со мной всё хорошо»/«Я знаю, что мне нужно»/«Заботиться о себе»/«Вот, что мне нужно»/«Ни одна проблема»/«Не сможет сломать меня»/«Ни что в этом мире не сломает меня». Эти строки являются отсылкой к песне «Set It Off» (1984).

## Релиз и восприятие
Незадолго до выхода сингла, Big Pun, который должен был исполнить песню вместе с Лопес и Fat Joe в программе Saturday Night Live, умер от сердечного приступа, связанного с лишним весом. Лопес прокомментировала это так: «Он был гордостью для всего латиноамериканского общества, великим исполнителем и великим человеком, мы будем ужасно скучать по нему». Шон Комбс сделал ремикс песни специально для ремиксового альбома J to tha L-O! The Remixes.
Песня получила положительные отзывы критиков, которые похвалили Лопес за её возвращение к латиноамериканским корням. Ричард Торрес из агентства Newsday посчитал, что «Шон (Паффи) Комбс демонстрирует отличную студийную работу в хип-хоп-треке „Feelin' So Good“, а талант Лопес, которая также проявила себя хорошо, можно сравнить с талантом Мэри Джейн Блайдж». Несмотря на то, что сингл добрался только до 51-й позиции в Billboard Hot 100, он стал четвёртым синглом Лопес, который попал в верхнюю двадцатку нескольких чартов.

## Видеоклип и исполнение песни
Режиссёром видеоклипа, который снимался в Бронксе в 1999 году, выступил Пол Хантер. Это последний клип, в котором принял участие рэпер Big Pun перед своей смертью 7 февраля 2000 года.
Видео начинается с надписи белого цвета: «In loving memory of Christopher „Big Punisher“ Rios (November 10, 1971 — February 7, 2000)» (рус. В память о Кристофере «Big Punisher» Риосе (10 ноября 1971 — 7 февраля 2000). Лопес, лёжа на кровати, отвечает на телефонные звонки Big Pun и Fat Joe. Вскоре она вешает трубку, отправляется завтракать (в клипе её покормила её настоящая мать) и начинает заниматься своими повседневными делами. Затем она находит деньги, лежавшие на тротуаре, получает зарплату, и на полученные деньги покупает себе одежду, что улучшает её настроение. Позже, её друзья (настоящие друзья Лопес) забирают её из дома, после чего они отправляются в клуб на 6 маршруте метро. Затем песня останавливается, и Лопес с несколькими танцорами исполняет песню Manu Dibango «Soul Makossa» (1972). Когда песня «Feelin' So Good» вновь начинает играть, Big Pun и Fat Joe начинают исполнять свои рэп-партии. Клип заканчивается сценой, в которой Лопес и её друзья возвращаются на станцию и садятся в поезд, а Лопес, глядя в тёмное окно, размышляет о своём дне.
Лопес исполнила Feelin' So Good на премии Kid’s Choice Awards 2000. Также она исполнила её 5 февраля 2000 года, будучи гостьей одиннадцатого (476) выпуска программы Saturday Night Live. Во время исполнения песни она разыгрывала роль подростка, сбежавшего ночью из дома. В 2011 году песня была исполнена на концерте Лопес в Мохеган-Сан. Кроме того, в 2012 году она была включена в сет-лист её тура Dance Again World Tour.

## Список композиций
| - Австралийский CD-макси-сингл 1. Feelin' So Good (Radio Edit) — 2:59 2. Feelin' So Good (Album Version) — 5:26 3. Waiting for Tonight (Hex’s Momentous Radio Mix) — 3:52 - Австралийский CD-макси-сингл (Ремиксы) 1. Feelin' So Good (Radio Edit) — 2:59 2. Feelin' So Good (HQ2 Radio Mix) — 3:45 3. Feelin' So Good (Bad Boy Alternate Mix) — 4:29 4. Feelin' So Good (Thunderpuss Radio Mix) — 3:50 5. Feelin' So Good (Thunderpuss Club Mix) — 9:14 6. Feelin' So Good (HQ2 Club Mix) — 7:25 - Европейский CD-сингл 1. Feelin' So Good (Radio Edit) — 2:59 2. Feelin' So Good (HQ2 Radio Mix) — 3:45 - Европейский CD-макси-сингл 1. Feelin' So Good (Radio Edit) — 2:59 2. Feelin' So Good (HQ2 Radio Mix) — 3:45 3. Feelin' So Good (Bad Boy Alternate Mix) — 4:29 4. Feelin' So Good (Thunderpuss Radio Mix) — 3:50 - Европейский 12" винил 1. Feelin' So Good (HQ2 Club Mix) — 7:25 2. Feelin' So Good (Bad Boy Alternate Mix) — 4:29 3. Feelin' So Good (Thunderpuss Club Mix) — 9:14 4. Feelin' So Good (Album Version) — 5:26 | - Британский кассетный сингл 1. Feelin' So Good — 5:26 2. Feelin' So Good (Puffy's Single Mix) — 4:31 - Британский CD-сингл 1. Feelin' So Good — 5:26 2. Feelin' So Good (Puffy’s Single Mix) — 4:31 3. If You Had My Love (Dark Child Master Mix) — 4:25 - Британский CD-сингл / 7" винил 1. Feelin' So Good (Bad Boy Remix) — 4:31 2. Feelin' So Good (Album Version) — 5:30 - Американский CD-макси-сингл 1. Feelin' So Good (Thunderpuss Radio Mix) — 3:50 2. Feelin' So Good (HQ2 Radio Mix) — 3:45 3. Feelin' So Good (Thunderpuss Club Mix) — 9:16 4. Feelin' So Good (HQ2 Club Mix) — 7:25 5. Waiting for Tonight (Hex’s Momentous Club Mix) — 11:17 - Американский CD-макси-сингл 1. Feelin' So Good (Thunderpuss Club Mix) — 9:14 2. Feelin' So Good (HQ2 Club Mix) — 7:25 3. Feelin' So Good (Thunderpuss Tribe-A-Pella) — 6:56 4. Feelin' So Good (Bad Boy Alternate Mix) — 4:29 5. Feelin' So Good (Album Version) — 5:30 |

## Чарты
| Чарт (2000)                           | Наивысшая позиция |
| ------------------------------------- | ----------------- |
| Австралия (ARIA)                      | 20                |
| Бельгия/Фландрия (Ultratop 50)        | 42                |
| Бельгия/Валлония (Ultratop 50)        | 24                |
| Канада (Billboard Canadian Hot 100)   | 7                 |
| Германия (GfK)                        | 39                |
| Италия (FIMI)                         | 27                |
| Нидерланды (Dutch Top 40)             | 30                |
| Нидерланды (Single Top 100)           | 32                |
| Новая Зеландия (Recorded Music NZ)    | 11                |
| Шотландия (OCC Scotland)              | 21                |
| Швеция (Sverigetopplistan)            | 58                |
| Швейцария (Schweizer Hitparade)       | 22                |
| Великобритания (OCC UK Singles)       | 15                |
| США (Billboard Hot 100)               | 51                |
| США (Billboard Hot R&B/Hip-Hop Songs) | 44                |
| США (Billboard Pop Airplay)           | 27                |
| США (Billboard Dance Club Songs)      | 1                 |
| США (Billboard Rhythmic)              | 18                |

## Сертификации
| Регион | Сертификация | Продажи  |
| --- | ------------ | -------- |
| Австралия (ARIA) | Золотой      | 35 000^  |
| США (RIAA) | Золотой      | 500 000^ |
| * Данные о продажах приведены только на основе сертификации. ^ Данные о тиражах приведены только на основе сертификации. |              |          |

## История релиза
| Страна    | Дата          | Формат | Лейбл    |
| --------- | ------------- | ------ | -------- |
| Австрия   | 20 марта 2000 | CD     | Columbia |
| Германия  | 20 марта 2000 | CD     | Columbia |
| Швейцария | 20 марта 2000 | CD     | Columbia |
| США       | 2 мая 2000    | CD     | Epic     |